# اسلوپ کلاس دوترل
اسلوپ کلاس دوترل (به انگلیسی: Doterel-class sloop) یک کلاس از اسلوپ‌ها است که طول آن ۱۷۰ فوت (۵۲ متر) می‌باشد.